# بيلي يتس
بيلي يتس (بالإنجليزية: Billy Yeats)‏ هو لاعب كرة قدم بريطاني، ولد في 4 فبراير 1951 في Hebburn ‏ في المملكة المتحدة، وتوفي في ديسمبر 2013 في South Tyneside ‏ في المملكة المتحدة. لعب مع دارلينجتون إف سى ونادي يورك سيتي ونيوكاسل يونايتد.